# جيمي أرنولد
جيمي أرنولد (بالإنجليزية: Jamie Arnold)‏ هو لاعب كرة قاعدة أمريكي، ولد في 24 مارس 1974 في ديربورن في الولايات المتحدة.

## وصلات خارجية
- جيمي أرنولد على موقعبيزبول رفرنس.كوم (الدوري الرئيسي) (الإنجليزية)
- جيمي أرنولد على موقعبيزبول رفرنس.كوم (الدوري الثانوي) (الإنجليزية)
- جيمي أرنولد على موقع مشجعي الرسوم البيانية (الإنجليزية)